# Erich Herker
Erich Otto Friedrich Herker (né le 25 septembre 1905 à Belleben, mort le 2 septembre 1990 à Berlin)  est un joueur professionnel allemand de hockey sur glace.

## Carrière
Erich Herker fait sa carrière au SC Charlottenbourg puis au SC Brandebourg avec qui il devient champion d'Allemagne en 1934.
Erich Herker participe avec l'équipe nationale aux Jeux olympiques de 1932 à Lake Placid où elle remporte la médaille de bronze et au championnat du monde 1930 où elle est vice-championne et championne d'Europe.
C'est pourquoi il fait partie du Temple de la renommée du hockey allemand.